# Start Me Up
Start Me Up is een nummer en single van de Britse rockband The Rolling Stones, van het album Tattoo You uit 1981. Op 14 augustus van dat jaar werd het nummer wereldwijd op single uitgebracht.

## Opname
Start Me Up werd geschreven en voor het eerst opgenomen in München, 1975, tijdens de Black And Blue-sessies. In 1978 werd het nummer opnieuw opgenomen, tijdens de Some Girls-sessies. De werktitels van het nummer waren toen Never Stop en Start It Up. Het nummer was oorspronkelijk bedoeld als reggae-rock nummer. Maar na een aantal sessies stopte de band met het nummer opnemen, omdat het hun herinnerde aan iets op de radio.
Tijdens de Tattoo You (1980/1981) sessies werd diep in het archief gedoken en werden een vijftigtal opnames van het nummer gevonden. Het werd opnieuw opgenomen en Mick Jagger veranderde de tekst van Start Up naar Start Me Up. Bovendien veranderde het nu van Rock-Reggae naar pure Rock.
Het nummer wordt gekenmerkt door een typische riff van Keith Richards. Ron Woods gitaar is ook goed te horen. In concert voegt Wood meestal een solo aan het nummer toe. De tekst van dit nummer verwijst onder andere naar motorrijden.

## Uitgave
Start Me Up was de eerste single van Tattoo You. De single werd wereldwijd een enorme hit en bereikte in de Verenigde Staten  de 2e positie in de Billboard Hot 100, eveneens de 2e positie in Canada en in thuisland het Verenigd Koninkrijk de 7e positie in de  UK Singles Chart. 
In Nederland werd de plaat op maandag 17 augustus 1981 door dj Frits Spits en producer Tom Blomberg in het radioprogramma De Avondspits verkozen tot de 157e NOS Steunplaat van de week op Hilversum 3. De plaat bereikte de 5e positie in de Nationale Hitparade, de 7e positie in de TROS Top 50 en de 9e positie in de Nederlandse Top 40. In de Europese hitlijst op Hilversum 3, de TROS Europarade, werd de 8e positie bereikt.
In België bereikte de plaat de 7e positie in de Vlaamse Ultratop 50 en de 11e positie in de Vlaamse Radio 2 Top 30. 
De B-kant van de single was een ballad genaamd No Use In Crying, ook aanwezig op Tattoo You. Er werd ook een populaire video voor het nummer opgenomen.
Start Me Up wordt meestal gebruikt als openingsnummer tijdens concerten (het gaat immers over starten) en is ook aanwezig op de live-albums Still Life, Flashpoint, Live Licks en Shine A Light. Het nummer is ook te vinden op de compilaties Rewind (1974-1984), Jump Back (the Best of the Rolling Stones) en 40 Licks. Sinds de uitgave is het op elke tour gespeeld.

## NPO Radio 2 Top 2000
| Nummer met noteringen in de NPO Radio 2 Top 2000 | '00 | '01 | '02 | '03 | '04 | '05  | '06 | '07  | '08 | '09  | '10  | '11  | '12 | '13 | '14 | '15 | '16 | '17 | '18 | '19 | '20 | '21 | '22 | '23 | '24 |
| ------------------------------------------------ | --- | --- | --- | --- | --- | ---- | --- | ---- | --- | ---- | ---- | ---- | --- | --- | --- | --- | --- | --- | --- | --- | --- | --- | --- | --- | --- |
| Start Me Up                                      | 969 | 758 | 674 | 897 | 849 | 1208 | 841 | 1161 | 933 | 1092 | 1114 | 1120 | 920 | 970 | 878 | 955 | 989 | 950 | 836 | 852 | 849 | 765 | 855 | 847 | 871 |

1. ↑  Een vetgedrukt getal geeft de hoogste notering aan.
2. ↑  2000 was het eerste jaar met een notering voor dit nummer.

## Trivia
- Het nummer "Start me up" werd in augustus 1995 gebruikt in de radio-en televisie reclame voor Windows 95.